# アカデミー科学技術賞
アカデミー科学技術賞（Academy Scientific and Technical Award, 略称: Sci-Tech Awards）は、アカデミー賞の部門のひとつ。これらは特定の映画に直接関わった賞ではなく、映画に貢献した重要な技術、技術者に対しておくられる賞である。授賞式はアカデミー賞の授賞式よりも早い時期に、晩餐会の形式で行われる。受賞は年にひとつとは限らない。

## 賞の種類
1. Academy Award of Merit[5] - 最高位である[6]、アカデミー・アワード・オブ・メリット[注 1]。
2. Scientific and Engineering Award[8] - 科学工学賞[9]（もしくは 科学技術賞[6][10]）。
3. Technical Achievement Award[11] - 技術成果賞[10][12]（もしくは 技術貢献賞[9]）。

アカデミー科学技術賞は以上の3賞から成り、アワード・オブ・メリットにはオスカー像が、科学工学賞には盾、技術成果賞には証書がそれぞれ贈られる。以前のクラスI・II・IIIというカテゴリが、1978年から現在の名称に変更された。
授賞式ではさらに2つの名誉賞、科学技術功労賞（Scientific and Technical Service Award）（以前の名称は、ジョン・A・ボナー賞）と、科学技術生涯功労賞（Scientific and Technical Lifetime Achievement Award）（旧称、ゴードン・E・ソーヤー賞）も授与される。

## 主な受賞者
- 1952年（第25回） - イーストマン・コダック・カンパニーがイーストマン・カラー・フィルムでクラスI（後のアワード・オブ・メリット）を受賞。
- 1982年 - リチャード・エドランド「エンパイア・カメラシステム」
- 1985年 - IMAXコーポレーション
- 1987年 - リチャード・エドランド「ZAP65mmオプチカル・プリンター」
- 1988年（第61回） - ドルビーラボラトリーズのレイ・ドルビーとヨアン・アレン。映画音響への貢献。アワード・オブ・メリットを受賞。
- 1992年 - ダグラス・トランブル
- 1993年 - ピクサー「RenderMan」
- 1993年（第66回） - パナビジョンのアナモフィック・レンズ、Auto Panatar。アワード・オブ・メリットを受賞。
- 1996年（第69回） - IMAXコーポレーションにアワード・オブ・メリット。
- 1998年 - Avid社のノンリニア編集システム
- 1998年 - デジタル・ドメイン
- 2001年 - デジタル・ドメインのNuke
- 2002年（第75回） - Mayaの開発でAlias/Wavefrontがアワード・オブ・メリットを受賞。
- 2004年 - ビル・トンドリアーの開発した「カメラモーションソフト」
- 2006年（第79回） – リチャード・エドランドが、ジョン・A・ボナー賞を受賞。

### 日本関連
宮城島卓夫
日系人でパナビジョンの宮城島卓夫は、アカデミー科学技術賞で5回の表彰を受けており、最後に受賞したゴードン・E・ソーヤー賞でオスカー像が授与されている。（#2004年度 受賞映像）
受賞歴
- 1990年（第63回） - 技術成果賞。「35mm映画撮影用の球面プライムレンズ、Primoシリーズの開発」[21]
- 1998年（第71回） - 科学工学賞と技術成果賞を同時受賞。「35mm映画用、Primoシリーズのレンズ」及び「アイピース レベラーの設計と開発」[23]
- 1999年（第72回） - ジョン・A・ボナー賞[24]。
- 2004年（第77回） - ゴードン・E・ソーヤー賞[25]。

ソニーとパナビジョンが共同受賞した2016年度の授賞式では、宮城島についてスピーチで言及された。（#2016年度 受賞映像）
※受賞を太字で記載
- 1972年（第45回） - クラスIII[28]（後の技術成果賞[3]）。キヤノンの向井二郎と広瀬隆昌。「映画撮影用キヤノン・マクロ・ズームレンズの開発」
- 1976年（第49回） - クラスIII[29]（後の技術成果賞[3]）。キヤノンの鈴川博。「映画撮影用の超高速レンズの設計と開発」
- 1978年（第51回） - 技術成果賞[30]。シネファイジャパン（CINE-FI International[30]）の関口喜一。ドライブインシアターで自動車のラジオ・アンテナにクリップでコードを繋いで音声を聴く[31]、CINE-FI（シネファイ）オート・ラジオ・サウンド・システムを開発[30]。
- 1981年（第54回） - アワード・オブ・メリット[32]。富士写真フイルムにオスカー像。「超高速カラーネガフィルムの研究、開発」“フジカラーネガティブフィルムA250”[33]（#1981年度 受賞映像）
- 1990年（第63回） - 科学工学賞[32]。富士写真フイルム。「カラーネガフィルムFシリーズの開発」
- 1995年（第68回） - 科学工学賞[34]。ソニー。「デジタルサウンドシステム、SDDSの設計と開発」
- 2001年（第74回） - 科学工学賞[35]。IMAGICAの塚田眞人と金子昌司。及びIMAGICAの技術スタッフ[36]。Nikonの藤江大二郎。「65/35マルチフォーマットオプチカルプリンター」（#2001年度 受賞映像）
- 2007年（第80回） - 科学工学賞[37]。坂口亮、Dr.ダグ・ローブル、ナフィーズ・ビン・ザフェア（いずれもデジタル・ドメイン）。「流体シミュレーション・ツール『Fsim』」[38]
- 2009年（第82回） - 科学工学賞[39]。富士フイルムと同社の3名、西村亮治、三木正章、細谷陽一。映画用デジタルレコーダー出力専用、フジカラー「ETERNA-RDI」の設計と開発[40]。高精細な映画デジタルマスター映像をより忠実にフィルムへ出力。（#2009年度 受賞映像）
- 2011年（第84回） - 科学工学賞[41]。富士フイルムと同社の3名、白井英行、Dr.大関勝久、平野浩司。映画用デジタルセパレーション用黒白レコーディングフィルム「ETERNA-RDS」[42]（#2011年度 受賞映像）
- 2014年（第87回） - 科学工学賞[43]。ソニーの4名、筒井一郎、武昌宏、田村光康、浅野慎。「業務用有機ELマスターモニター」[44][9][45]（#2014年度 受賞映像）
- 2015年（第88回） - 科学工学賞[46]。中垣清介[47]、Jack Greasley、Duncan Hopkins、Carl Rand（いずれもThe Foundry ザ・ファウンドリー社の3DCG用ペイントソフト『MARI』開発メンバー）[48][49][50]（#2015年度 受賞映像）
- 2016年（第89回） - 2種類のデジタル映画カメラでソニーが2つの科学工学賞を同時受賞[51]。高解像度イメージセンサーを搭載し、優れたダイナミックレンジ、高精細4Kをスクリーンで実現。自社 CineAlta（シネアルタ）「F65」。並びにパナビジョンとソニーで共同開発した、ジェネシス[52]。（#2016年度 受賞映像）
- 2020年（第93回） - 科学工学賞[53][54]。三研マイクロホンの小型ラベリアマイク、COS-11シリーズの開発[55]。（#2020年度 受賞スピーチ映像）
- 2020年（第93回） - 技術成果賞[53][54]。EIZOの4名、上野幸一、米光潤郎、作田淳治、中島賢人。カラーマネージメントモニター「ColorEdge CGシリーズ」に搭載された自動キャリブレーション技術の開発。ほかにデジタルユニフォミティ補正回路、SDKの提供など[56][57]。（#2020年度 受賞スピーチ映像）
- 2023年（第96回） - 技術成果賞[58]。日亜化学工業の5名、中津嘉隆、長尾陽二、平尾剛、森住知典、髙鶴一真。映画館用のレーザー投影システムに搭載されるレーザー光源、青色・緑色レーザーダイオードの開発と業界全体への普及[59][60][61][62][63][64][注 3]。（#2023年度 受賞映像）

## 日本関連の授賞式映像
Oscars 公式映像
| 授賞式                         | 映像 |
| ------------------------------ | --- |
| 1981年 第54回                  | 富士写真フイルム 映画用高速カラーネガフィルム - 出席：大西實（富士写真フイルム社長） |
| 2001年 第74回                  | IMAGICAの塚田眞人、金子昌司。及びIMAGICAの技術スタッフ。Nikonの藤江大二郎。65/35マルチフォーマット・オプチカルプリンター（00:40–） （40秒目から57秒の間に、科学技術賞の受賞者映像） - プレゼンター：シャーリーズ・セロン                                                  |
| 2004年 第77回                  | ゴードン・E・ソーヤー賞 宮城島卓夫（パナビジョン）【画像1】【画像2】 - プレゼンター：スカーレット・ヨハンソン【画像3】 |
| 2009年 第82回                  | 富士フイルム及び同社の三木正章、西村亮治、細谷陽一。映画用高性能フィルム「ETERNA-RDI」の開発【画像1】 - 出席：三木正章、境裕之（執行役員）【画像2】 |
| 2011年 第84回                  | 富士フイルム及び同社のDr.大関勝久、平野浩司、白井英行。映画長期保存フィルム「ETERNA-RDS」の開発【画像1】 - 出席：受賞3名 及び 細田隆太郎（北米社長）【画像2】【画像3】 - プレゼンター：ミラ・ジョヴォヴィッチ                                                             |
| 2014年 第87回                  | ソニーの筒井一郎、武昌宏、田村光康、浅野慎。有機ELマスターモニター【画像1】【画像2】【画像3】 - プレゼンター：マーゴット・ロビー、マイルズ・テラー |
| 2015年 第88回                  | 中垣清介、Jack Greasley、Duncan Hopkins、Carl Rand。「MARI」の開発【画像】 |
| 2016年 第89回                  | ソニーが2種類のデジタル映画カメラで同時受賞【画像1】【画像2】 シネアルタ「F65」（ソニーの自社開発） - 出席：須藤文彦 ソニー（商品設計第2部門長）【画像3】 ジェネシス（パナビジョンとソニーの共同開発） - 出席：大西俊彦 ソニー（執行役員ビジネスエグゼクティブ）【画像4】 |
| 2020年 第93回 Virtual Ceremony | 三研マイクロホンの小型ラベリアマイク COS-11シリーズ（アーカイブ 43:18–） - スピーチ：ヤマダ・マサアキ（GM / SALES）、カネコ・タカシ（GM / R&D） 受賞スピーチ - スピーチ：竹内廸子（代表取締役社長）                                                                       |
| 2020年 第93回 Virtual Ceremony | EIZOの上野幸一、米光潤郎、作田淳治、中島賢人。カラーマネージメントモニター搭載の自動キャリブレーション技術（アーカイブ 23:26–） 受賞スピーチ - 出演：受賞者4名 |
| 2023年 第96回                  | 日亜化学工業の中津嘉隆、長尾陽二、平尾剛、森住知典、髙鶴一真。映画館用レーザー投影光源、青色・緑色レーザーダイオードの開発（1:07:49–） - 出席・スピーチ：中津嘉隆（日亜化学工業）                                                                                         |